# The True Story of Punk
The True Story of Punk (Originaltitel: Punk) ist eine US-amerikanische Dokumentarserie über die Entstehung und Geschichte der Punkmusik. Die vier Folgen mit verschiedenen Interviews diverser Punkgrößen wurden erstmals 2019 in den Vereinigten Staaten auf dem Fernsehsender Epix ausgestrahlt. Die deutschsprachige Erstausstrahlung fand 2019 bei Spiegel Geschichte statt. Im Free-TV lief sie 2021 bei ZDFinfo.

## Inhalt
Die vier Episoden sind in vier, sich zum Teil überlappende, Zeitabschnitte unterteilt. Die erste Folge behandelt die Geburt des Punkrock in den 1970ern und stellt Protagonisten wie MC5, Iggy & the Stooges, die New York Dolls, die Ramones und Wayne Kramer vor. Die zweite Folge Die Welle behandelt die ersten erfolgreichen Bands aus England, hier insbesondere die Sex Pistols, aber auch The Clash und The Damned. Ein weiteres Thema ist die Selbstbestimmung der Frauen im Punk, insbesondere am Beispiel von The Slits. Auch Joan Jett kommt hierbei zu Wort.
Folge 3 behandelt den Hardcore Punk als härtere Weiterentwicklung des Punks. Vorgestellt werden Black Flag, Bad Brains und The Germs. Die vierte Folge ist mit Das Erbe übertitelt und behandelt vor allem die Grunge-Welle in den 1990ern sowie der anschließende Punk-Boom um Bands wie The Offspring und Green Day, die zugleich auch die kommerziell erfolgreichsten Vertreter sind. Neben der zunehmenden Kommerzialisierung wird auch das Phänomen Riot Grrrl beleuchtet.
In den einzelnen Folgen werden immer wieder Vertreter der Punkbewegung zum Gespräch gebeten. Als Aufhänger dient das Abspielen einer Schallplatte. Die Protagonisten sitzen dabei auf einer Couch und erzählen davon, wie sie die Szene erlebt haben. Dazwischen werden Punkclips gespielt. zum Teil wird auch Archivmaterial verwendet, da manche Protagonisten, wie The Ramones, Sid Vicious und Kurt Cobain nicht mehr am Leben sind. Neben den für die jeweilige Zeit wichtigen Bands sind einige Vertreter, wie Iggy Pop, Henry Rollins und der Musikjournalist Legs McNeil in mehreren Episoden zu sehen.

## Veröffentlichung
Produziert wurde die Serie unter anderem von Iggy Pop und dem Modedesigner John Varvatos für den US-amerikanischen Pay-TV-Sender Epix. Partner war Derik Murrays Network Entertainment. Die Regie aller vier Episoden übernahm Jesse James Miller.
Die vier Episoden wurden ab dem 11. März 2019 im wöchentlichen Wechsel auf Epix ausgestrahlt. Eine deutsche Version erschien am 10. November 2019 auf dem Pay-TV-Sender Spiegel Geschichte. Im Free-TV wurde die Sendung am 16. Januar 2021 im Block ausgestrahlt.

## Episodenliste
| Nr. | Deutscher Titel | Originaltitel           | Erstausstrahlung Vereinigte Staaten | Deutschsprachige Erstausstrahlung (D) | Regie              | Drehbuch                                                                  |
| --- | --------------- | ----------------------- | ----------------------------------- | ------------------------------------- | ------------------ | ------------------------------------------------------------------------- |
| 1 | Die Geburt      | Kick Out the Jams       | 11. März 2019                       | 10. Nov. 2019                         | Jesse James Miller | John Barbisan, Eric Maran, Jesse James Miller, Greg Ng, Susanne Tabata    |
| Die Debüt-Episode behandelt die Anfänge des Punks in New York und Detroit. Künstler: Jello Biafra, Clem Burke, Jayne County, Danny Fields, Harley Flanagan, Flea, Bob Gruen, Debbie Harry, John Holmstrom, Penelope Houston, Joan Jett, Wayne Kramer, Legs McNeil, Keith Morris, Iggy Pop, Marky Ramone, Henry Rollins, Penelope Spheeris, Chris Stein, Vinnie Stigma, Sylvain Sylvain.                                                                                           |                 |                         |                                     |                                       |                    |                                                                           |
| 2 | Die Welle       | Never Mind the Bollocks | 18. März 2019                       | 10. Nov. 2019                         | Jesse James Miller | John Barbisan, Eric Maran, Jesse James Miller, Susanne Tabata             |
| In dieser Folge wird der Beginn der britischen Punkexplosion nacherzählt. Ein weiteres Thema sind die Frauen im Punkbusiness und ihr Beitrag zur Punkbewegung. Künstler: Viv Albertine, Pauline Black, Terry Chimes, Bob Gruen, Debbie Harry, Pam Hogg, John Holmstrom, Penelope Houston, Joan Jett, Don Letts, John Lydon, Ian MacKaye, Legs McNeil, Thurston Moore, Palmolive, Iggy Pop, Marky Ramone, Henry Rollins, Chris Stein, David Vanian, John Varyatos.                 |                 |                         |                                     |                                       |                    |                                                                           |
| 3 | Hardcore        | Hardcore                | 25. März 2019                       | 10. Nov. 2019                         | Jesse James Miller | John Barbisan, Graham Kew, Eric Maran, Jesse James Miller, Susanne Tabata |
| Die Folge konzentriert sich auf die Hardcore-Punk-Szene zu Beginn der 1980er sowie die Bedeutung von Do it yourself in der Punkszene. Künstler: Alice Bag, Jello Biafra, Don Bolles, Exene Cervenka, John Doe, Harley Flanagan, Flea, Dave Grohl, Kathleen Hanna, Darryl Jenifer, Joan Jett, Joe Keithley, Ian MacKaye, Duff McKagan, Keith Morris, Iggy Pop, Ron Reyes, Henry Rollins, Winston Smith, Penelope Spheeris, Vinnie Stigma.                                          |                 |                         |                                     |                                       |                    |                                                                           |
| 4 | Das Erbe        | –                       | 1. Apr. 2019                        | 10. Nov. 2019                         | Jesse James Miller | John Barbisan, Eric Maran, Jesse James Miller, Greg Ng, Susanne Tabata    |
| Die Folge behandelt die Grunge-Explosion in den 1990ern, die anschließende Punkwelle sowie das Riot Grrrl-Movement. Künstler: Viv Albertine, Alice Bag, Jello Biafra, Flea, Dave Grohl, Brett Gurewitz, Kathleen Hanna, Josh Homme, Darryl Jenifer, Wayne Kramer, Jim Lindberg, John Lydon, Kevin Lyman, Ian MacKaye, Duff McKagan, Legs McNeil, Fat Mike, Thurston Moore, Mike Ness, Noodles, Iggy Pop, Marky Ramone, Henry Rollins, Donita Sparks, Sylvain Sylvain, Kim Thayil. |                 |                         |                                     |                                       |                    |                                                                           |

## Rezeption
Die Dokuserie wurde allgemein recht gut bewertet. So schrieb die Hamburger Morgenpost „Für alle, die wilde und schwitzige Live-Shows mit Pogo und Bier vermissen, ist die Doku-Reihe Balsam für die Seele!“. Die Frankfurter Rundschau schrieb: „Das erlaubt den Autoren, einen größeren Bogen zu schlagen, Genauigkeit walten zu lassen und vieles zu vertiefen, was in anderen Darstellungen zu kurz kommt. (…) Eine beklagenswerte Lücke: Die ‚punkigen’ US-amerikanischen Garagenbands der Sechziger und Siebziger gehören eigentlich auch zu diesem Sujet. Mit ihnen hätte sich eine eigene Folge füllen lassen. Dennoch ist dem Team eine nicht nur an Musikfans gerichtete ausgesprochen informative, aufwändig recherchierte und inszenatorisch gut gemachte Dokumentarserie gelungen, die in Folge 3 und 4 die Entwicklung bis beinahe in die Gegenwart fortschreibt.“